# Capella del Convent de les Monges (Miralcamp)
La Capella del Convent de les Monges és una obra de Miralcamp (Pla d'Urgell) inclosa a l'Inventari del Patrimoni Arquitectònic de Catalunya.

## Descripció
Al carrer Major número 4 es conserva la capella de l'antic convent de monges, que es dedicaven a l'ensenyament. Es tracta una obra modesta, de factura senzilla, amb un petit campanar d'espadanya de maó vist.